# Burg Nagaoka
Die Burg Nagaoka (japanisch 長岡城, Nagaoka-jō) befand sich in der Stadt Nagaoka, (Präfektur Niigata). In der Edo-Zeit residierte dort zuletzt ein Zweig der Makino (Fudai-Daimyō).

## Burgherren in der Edo-Zeit
- Ab 1616 Hori Naoyori mit einem Einkommen von 80.000 Koku,
- Ab 1618 ein Zweig der Makino mit 64.000 Koku.

## Geschichte
Hori Naoyori (堀 直竒; 1577–1639) aus dem Hori-Klan hatte 1605 mit dem Bau einer Burg begonnen. Als aber 1610 Hori Tadatoshi (堀 忠俊, 1596–1622), Burgherr auf Fukushima, abgesetzt wurde, musste auch Naoyori als Verwandter die Burg Nagaoka aufgeben, ohne sie fertiggestellt zu haben.
Danach bezog für kurze Zeit Yamada Katsushige (山田 勝重) die Burg. Er war ein wichtiger Vasall des Matsudaira Tadateru (松平 忠輝), und als dieser 1616 seine Stellung verlor, zog an seiner Stelle Naoyori wieder ein und setzte den Burgbau fort. 1618 wurde er jedoch auf die Burg Murakami (Provinz Echigo) versetzt, worauf Makino Tadanari (牧野 忠成; 1581–1655) die Burg übernahm und vollendete. Die Makino blieben dann Burgherren bis zur Meiji-Restauration 1868.

## Die Anlage

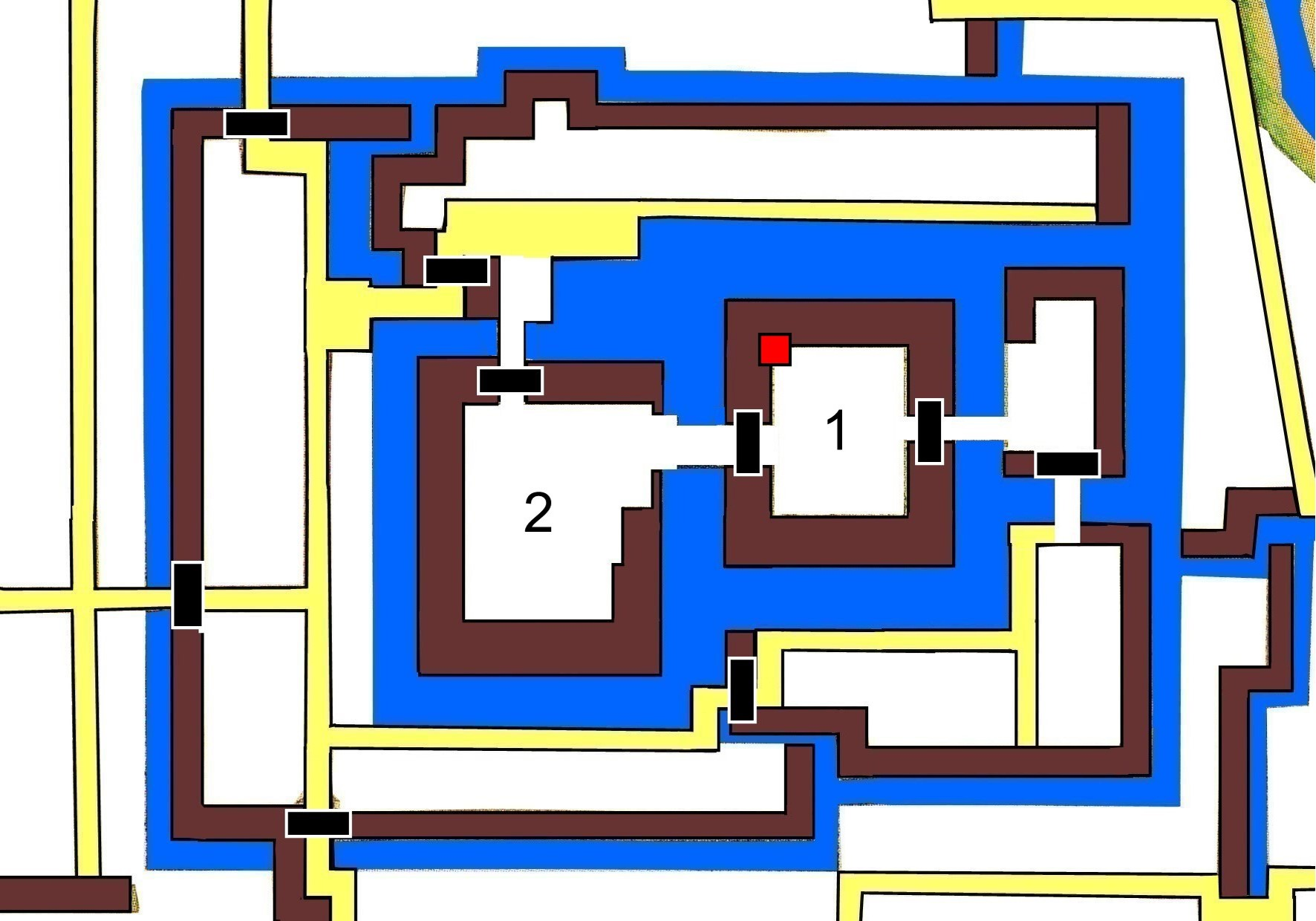
Burg Nagaoka 1: Hommaru mit Wachturm (Rot), 2: Ni-no-maru, Erdwälle: Braun

Die Burganlage bestand aus dem zentralen Bereich, dem Hommaru (本丸) und dem zweiten Bereich, dem Ni-no-maru (二の丸). Beide Bereiche waren von Wassergräben umgeben und wurden vom San-no-maru (三の丸), dem Tsume-no-maru (詰の丸), dem südlichen und westlichen Vorbereich (南曲輪, Minami-kuruwa und 西曲輪, Nishi-kuruwa) geschützt. Die Burg wurde insgesamt vom Äußeren Graben (外堀, sotobori) umgeben.
Die einzelnen Bereiche waren nicht durch Steinmauern, sondern durch Erdwälle geschützt. Das Hommaru besaß keine Burgturm (天守, tenshu), seine Funktion wurde von einem dreistöckigen Wachturm an der Nordwestecke wahrgenommen.
Im Jahr 1684 wurde der Sōbori (総堀), also der Wassergraben weiter draußen, vertieft, die Brückenfundamente am Hommaru und die in Stein ausgeführten Partien ausgebessert. Bei einem Brand im März 1728 gingen viele Tore, Wachtürme und Brücke verloren. Sie wurde aber bis 1754 wieder hergestellt.
Als im Boshin-Krieg 1868 die Truppen der neuen Regierung bis nach Nagaoka vorrückten, verhandelte der Hausälteste und militärische Chef der Makino, Kawai Tsuginosuke (1827–1868) mit dem Vertreter der Regierungstruppen, Iwamura Seiichirō (岩村 精一郎) im Tempel Jigen-ji (慈眼寺). Da das Gespräch ergebnislos endete, wurde die Burg angegriffen und erobert, wobei alle Gebäude zerstört wurden. Danach wurden auch alle Burggräben zugeschüttet, das Gelände wurde Wohngebiet, so dass keine Spuren der Burg mehr vorhanden sind. Am Ort des Hommaru und des Ni-no-maru erinnern Gedenksteine an die Burg. 
An weit entfernter Stelle, auf einer Anhöhe im Yūkyūzan-Park (悠久山公園, Yūkyūzan kōen), wurde der dreistöckige Wachturm wieder aufgebaut und als Heimatmuseum (郷土資料館, kyōdo shiryōkan) genutzt.